# Jakob Sveistrup
Jakob Sveistrup (ur. 8 marca 1972 w Hjallese) – duński piosenkarz.

## Życiorys
Pracował jako nauczyciel dzieci m.in. z autyzmem. W 2003 został finalistą programu telewizyjnego Stjerne for en aften. W 2005 z utworem „Tænder på dig” zwyciężył w finale programu Dansk Melodi Grand Prix, a następnie, reprezentując Danii z utworem „Talking to You”, zajął dziewiąte miejsce w finale 50. Konkursu Piosenki Eurowizji w Kijowie. Również w 2005 wystąpił jako gość specjalny podczas jubileuszowego koncertu Gratulacje: 50 lat Konkursu Piosenki Eurowizji organizowanego w Kopenhadze z okazji 50-lecia Konkursu Piosenki Eurowizji, a także wydał debiutancki album studyjny, zatytułowany po prostu Jakob Sveistrup, którą promowały single „Talking to You” i „A Better Man”.
W marcu 2006 zrezygnował z pracy nauczyciela, by w pełni poświęcić się karierze muzycznej. W tym samym roku wydał album pt. Fragments, który promował singlami: „Book of Love” i „Could Have Sworn”.
W 2013 wydał singiel „Hold Godt Fast”, który nagrał z Rasmusem Hedeboem. W maju 2015 nagrał singiel „Damn Good Day”.

## Dyskografia

### Albumy studyjne
- Jakob Sveistrup (2005)
- Fragments (2006)

### Single
- 2005 – „Tænder på dig”/„Talking to You”
- 2005 – „A Better Man”
- 2006 – „Could Have Sworn”
- 2006 – „Book of Love”
- 2008 – „Hvem er venner”
- 2013 – „Hold Godt Fast” (z Rasmusem Hedeboem)
- 2015 – „Damn Good Day”